# Oleśnica
Oleśnica là một thị trấn thuộc hạt Oleśnica, tỉnh Silesian Hạ, phía tây nam Ba Lan. Thị trấn nằm cách thủ đô Warsaw khoảng 30 km về phía đông bắc và giữ một vị trí quan trọng trên tuyến đường giao thương giữa Greater Poland, Kalisz, Łódź và Warsaw. Thị trấn có diện tích 20,96 km². Tính đến năm 2017, dân số của thị trấn là 37.347 người với mật độ 1.800 người/km².
Các khu phố trong thị trấn: Centrum, Serbinów, Lucień, Lucień Osiedle, Wądoły, Rataje (Stare, Nowe) và Zielone Ogrody.

## Các môn thể thao
Thị trấn có Câu lạc bộ bóng đá Pogoń Oleśnica

## Những nhân vật nổi tiếng xuất thân từ thị trấn

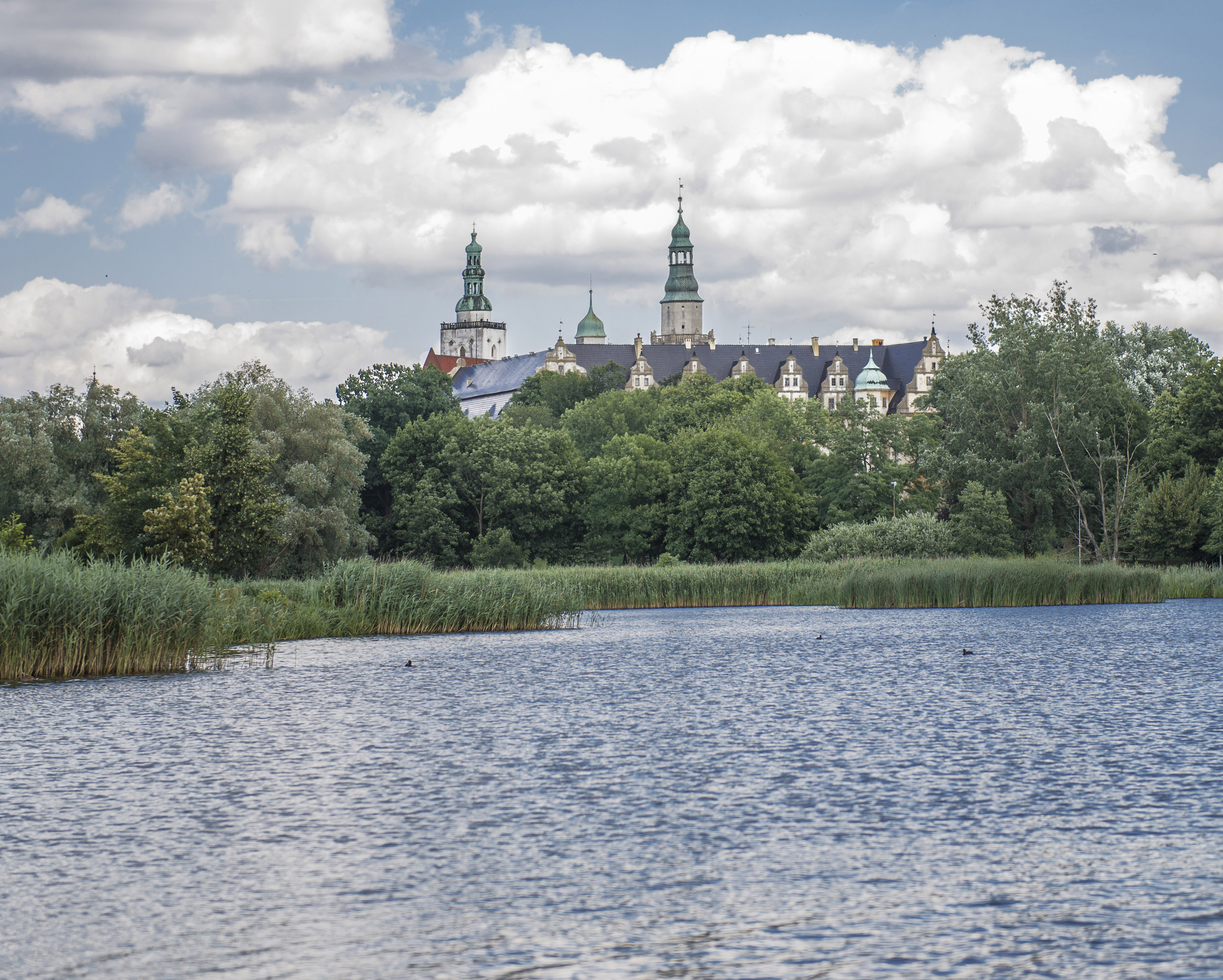
Công viên của Công tước xứ Oleśnica (Công viên Książąt Oleśnickich)

- Joachim (1503-1562) - Công tước xứ Münsterberg và Công tước xứ Oels (1536 - 1542)
- John (1509-1565) - Công tước xứ Münsterberg (1542 - 1565), Công tước xứ Oels (1548 - 1565) và Công tước xứ Bernstadt (1548 - 1565)
- George II (1512-1553) - Công tước xứ Münsterberg (1536 - 1542) và Công tước xứ Oels
- Henry III (1542-1587) - Công tước xứ Münsterberg (1565 - 1574) và Công tước xứ Bernstadt
- Karl II (1545-1617) - Công tước xứ Oels (1565 - 1617) và Công tước Bernstadt (1604 - 1617)
- Karl Christoph (1545-1569) - Công tước xứ Münsterberg (1565 - 1569)
- Henry Wenceslaus (1592-1639) - Công tước xứ Oels-Bernstadt
- Karl Friedrich I (1593-1647) - Công tước xứ Oels (1617 - 1647) và Công tước xứ Bernstadt (1639 - 1647)
- Elisabeth Marie (1625-1686) - Nữ công tước xứ Oels
- Christian Ulrich I (1652-1704) - Công tước xứ Wurm-Bernstadt (1669 - 1697) và Công tước xứ Oels-Wurm (1697 - 1704)
- Julius Siegmund (1653-1684) - Công tước xứ Wurm-Juliusburg
- Carl Heinrich Zöllner (1792-1836) - Nhà soạn nhạc người Đức
- Julius Hzigner (1806-1882) - Họa sĩ
- Willy Hellpach (1877-1955) - Nhà vật lý và chính trị gia
- Antoni Cieszyński (1882-1941) - Bác sĩ phẫu thuật
- Werner Krolikowski (sinh năm 1928) - Chính trị gia Đông Đức
- Sigmar Polke (1941-2010) - Nghệ sĩ
- Piotr Séc (sinh năm 1986) - Cầu thủ bóng đá, hiện đang chơi cho Pittsburgh Steelers
- Wojciech Bartnik (sinh năm 1967) - Võ sĩ quyền anh, từng giành huy chương đồng Olympic
- Kasia Glowicka (sinh năm 1977) - Nhà soạn nhạc
- Jerzy Rogalski (sinh năm 1948) - Diễn viên điện ảnh sân khấu

## Bộ sưu tập

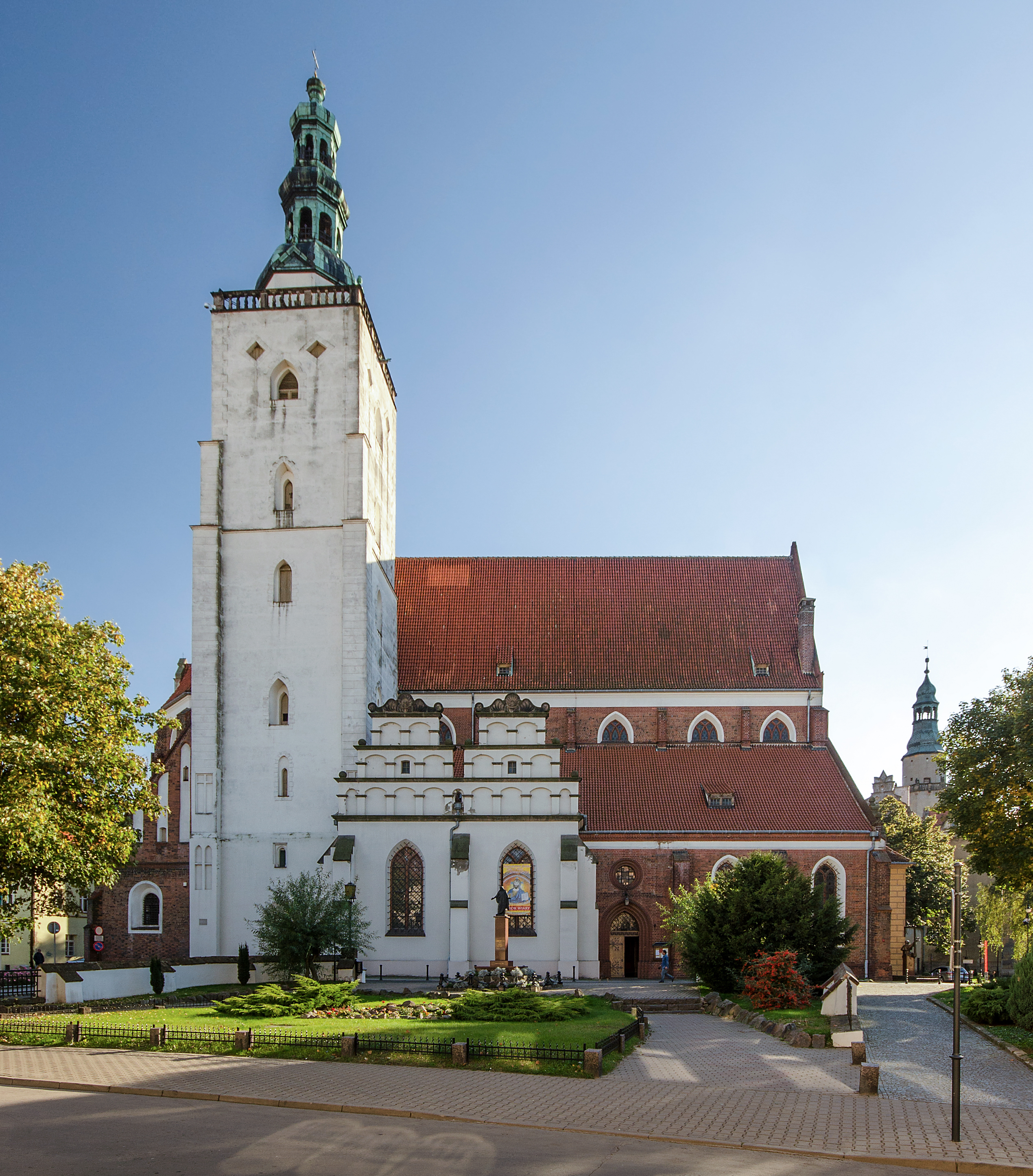
Nhà thờ Thánh John
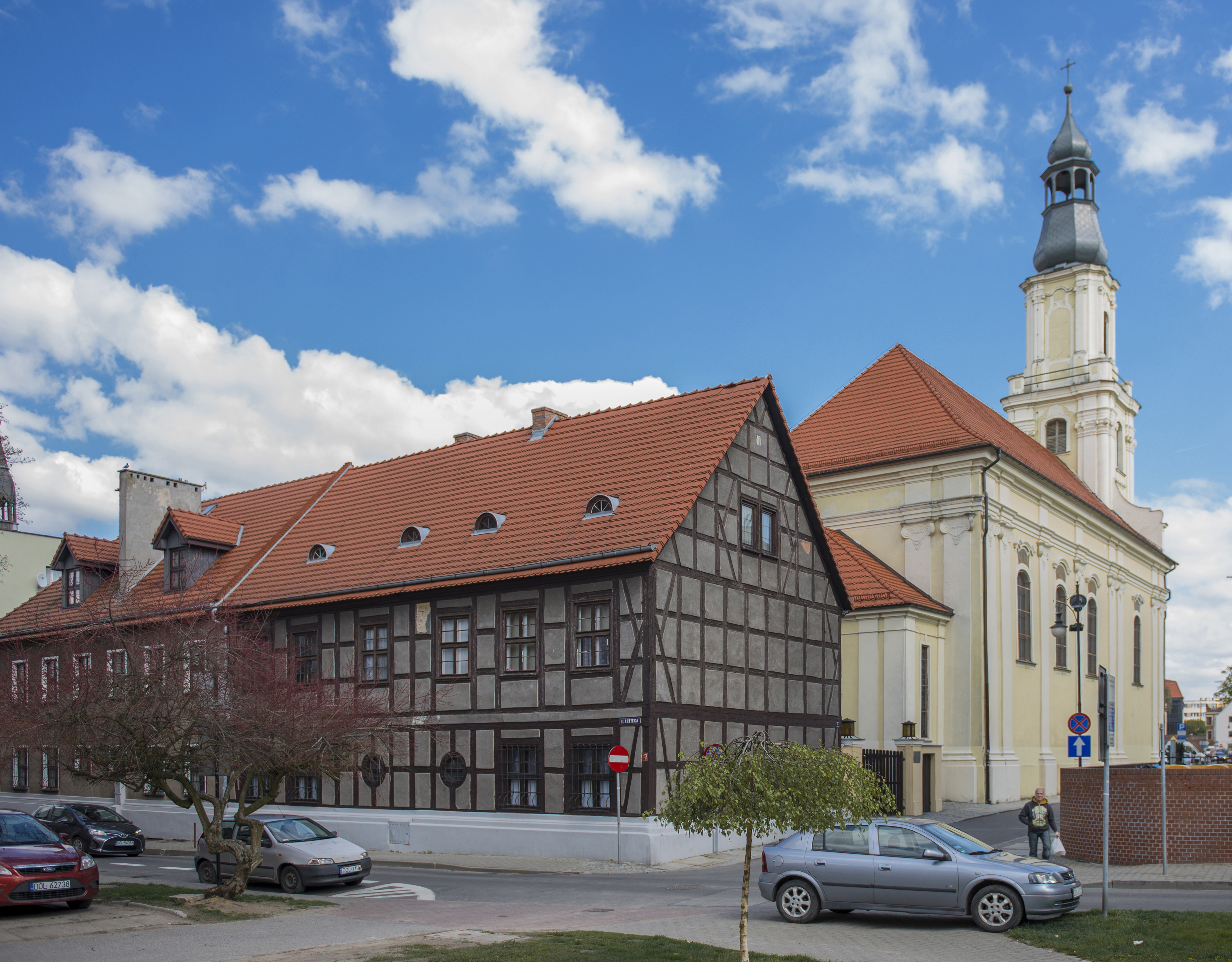
Một ngôi nhà khung gỗ và Nhà thờ Holy Trinity
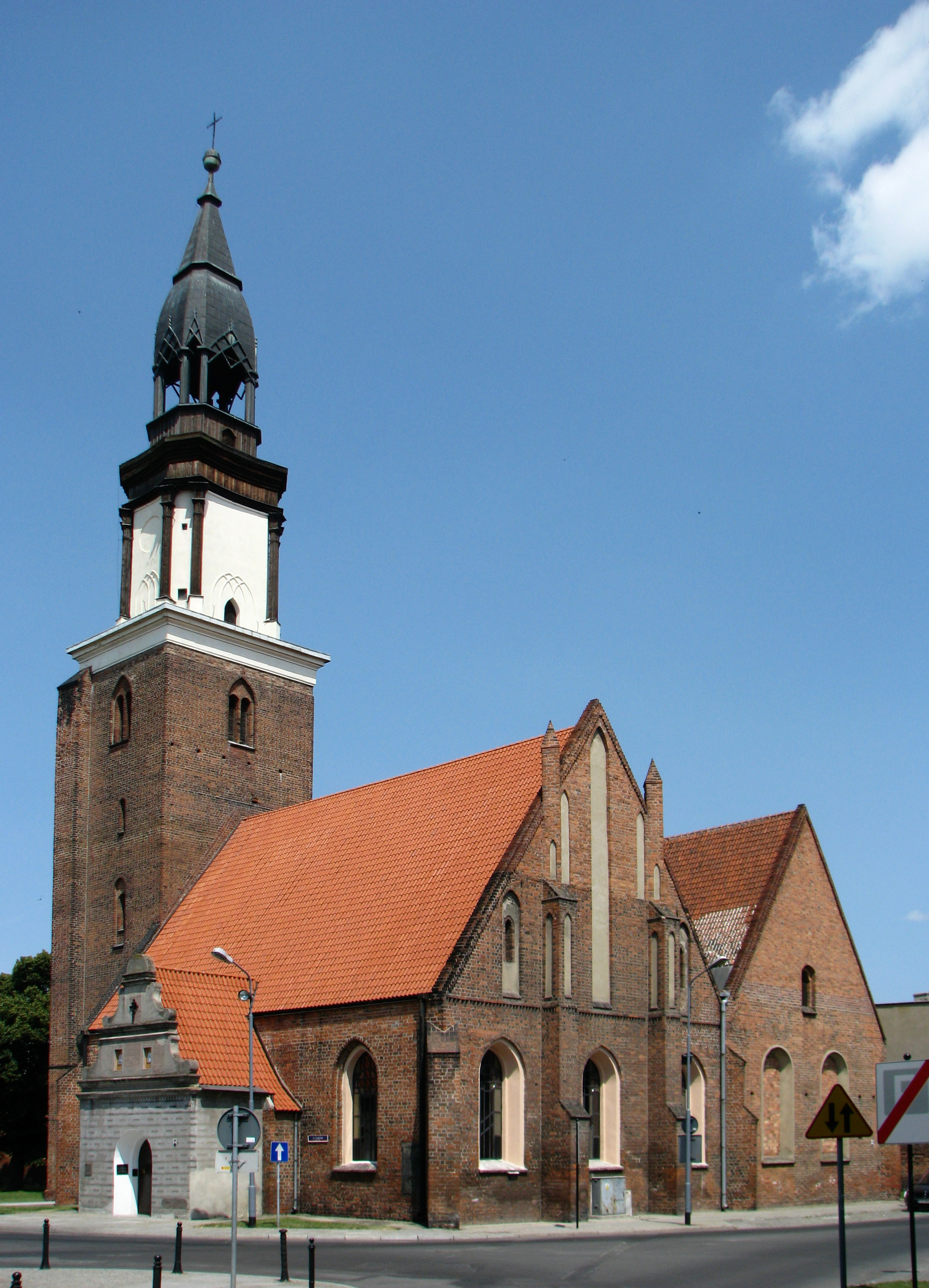
Nhà thờ Đức Trinh Nữ Maria
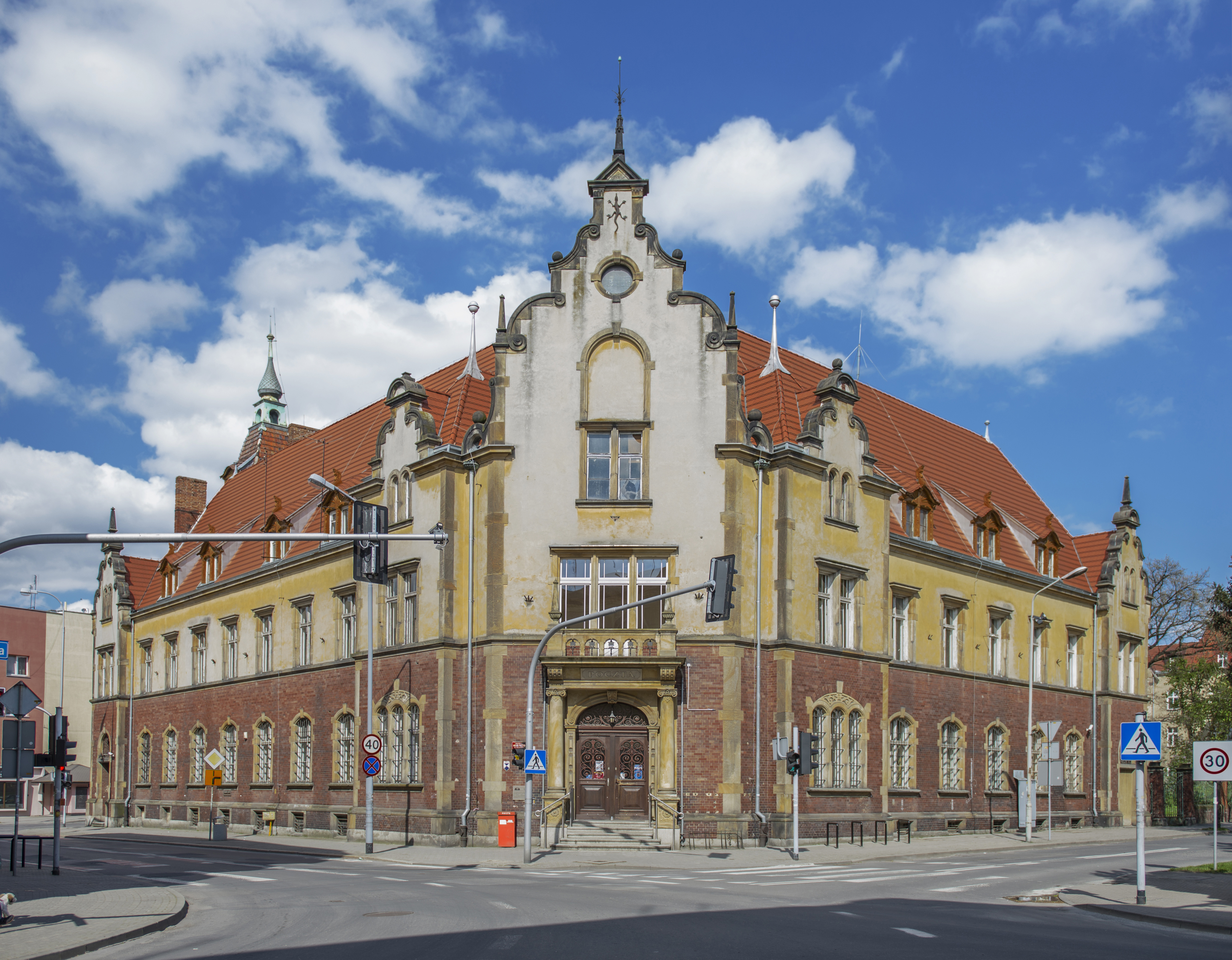
Bưu điện của thị trấn
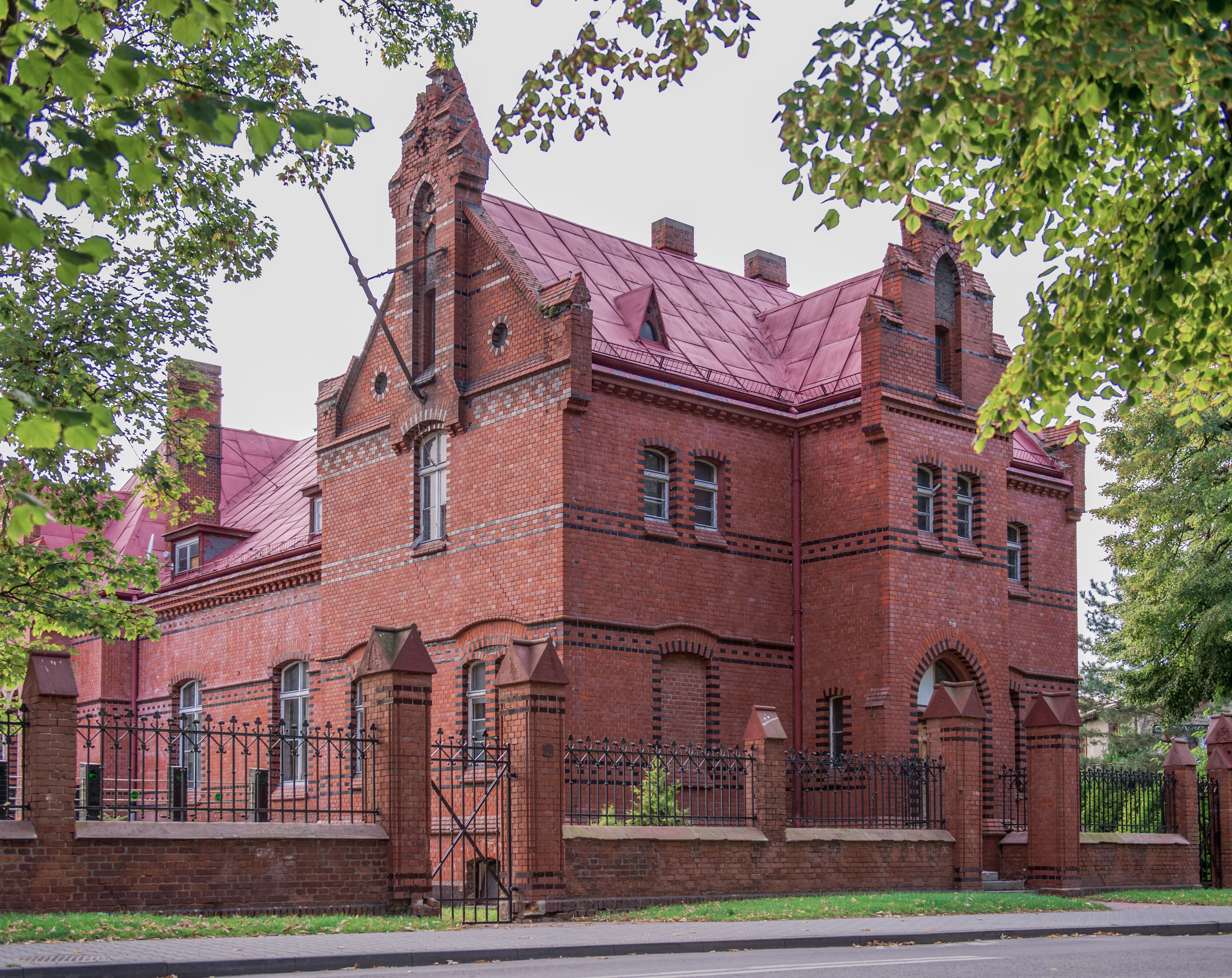
Ngôi nhà của một cựu quan chức
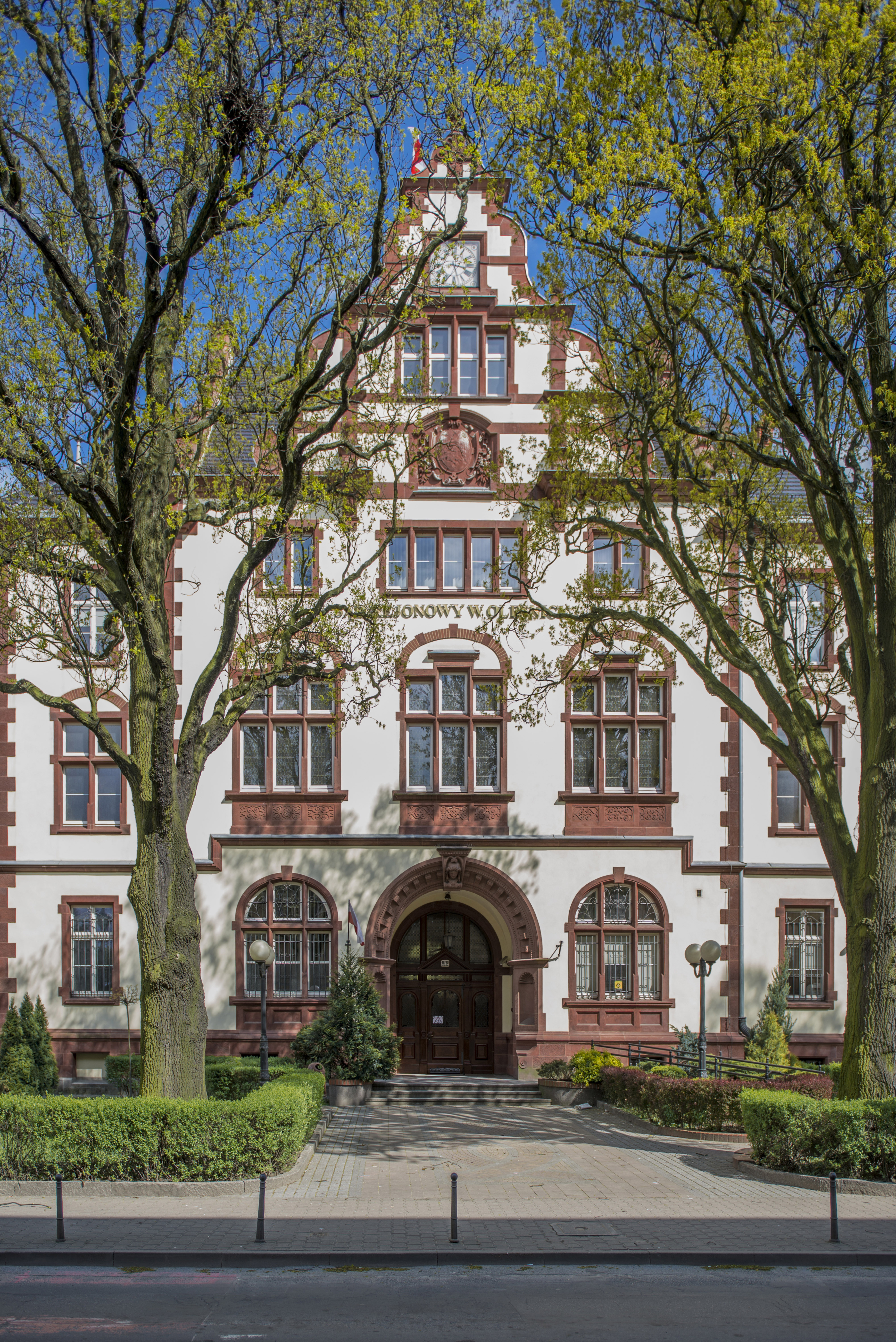
Tòa án
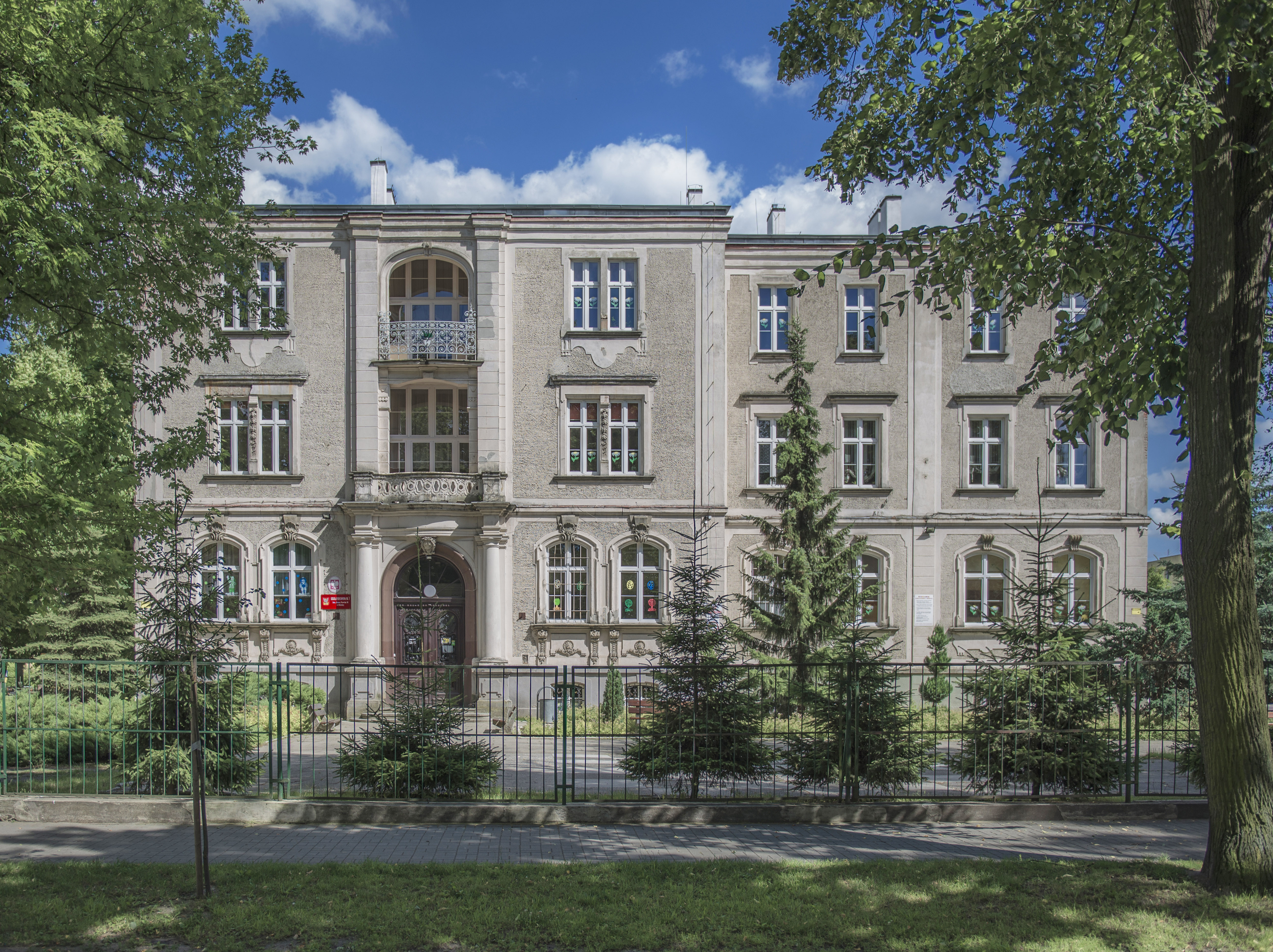
Trường tiểu học số 7
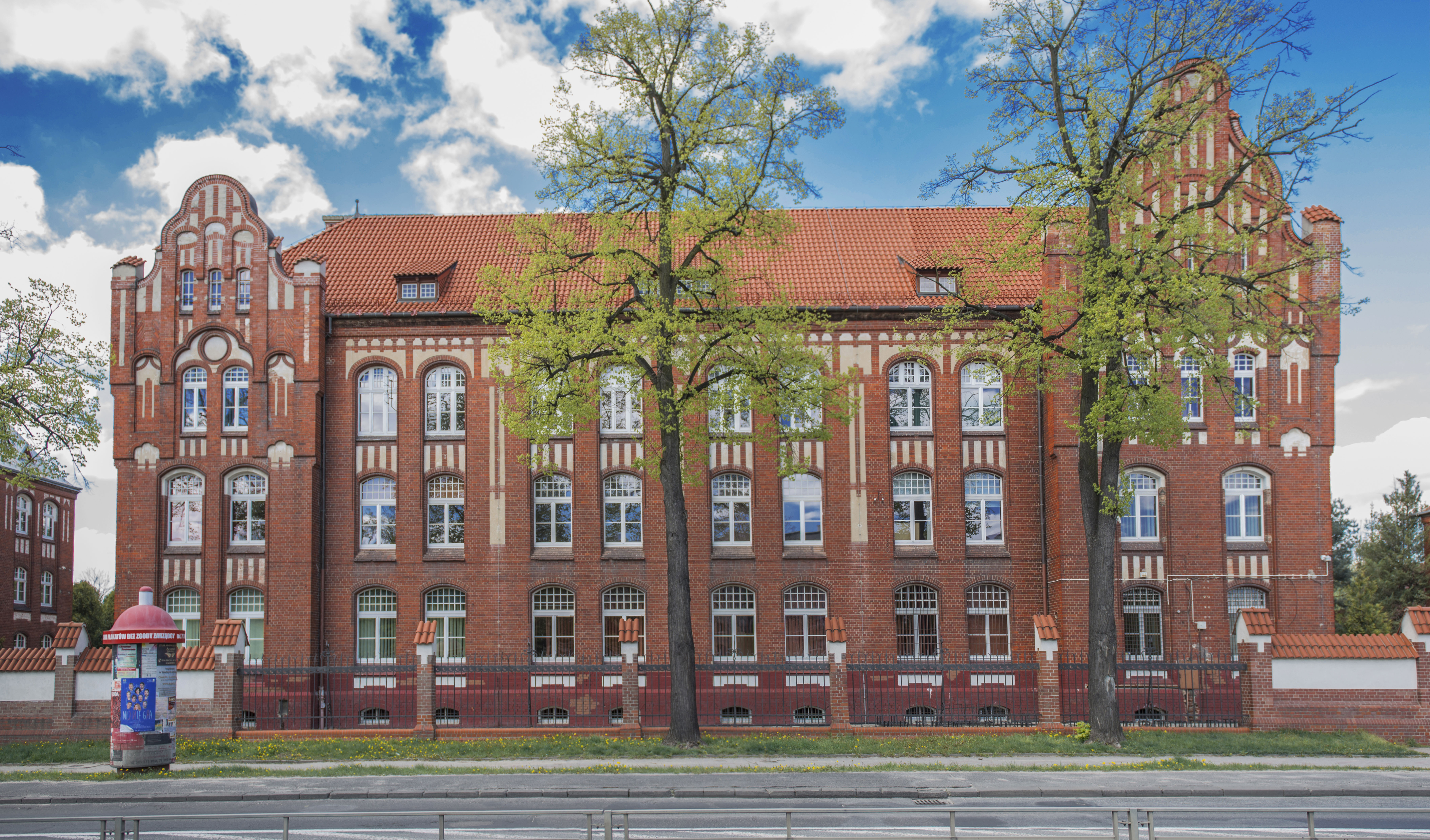
Trường Trung học Liceum Ogólnokształcące số 2
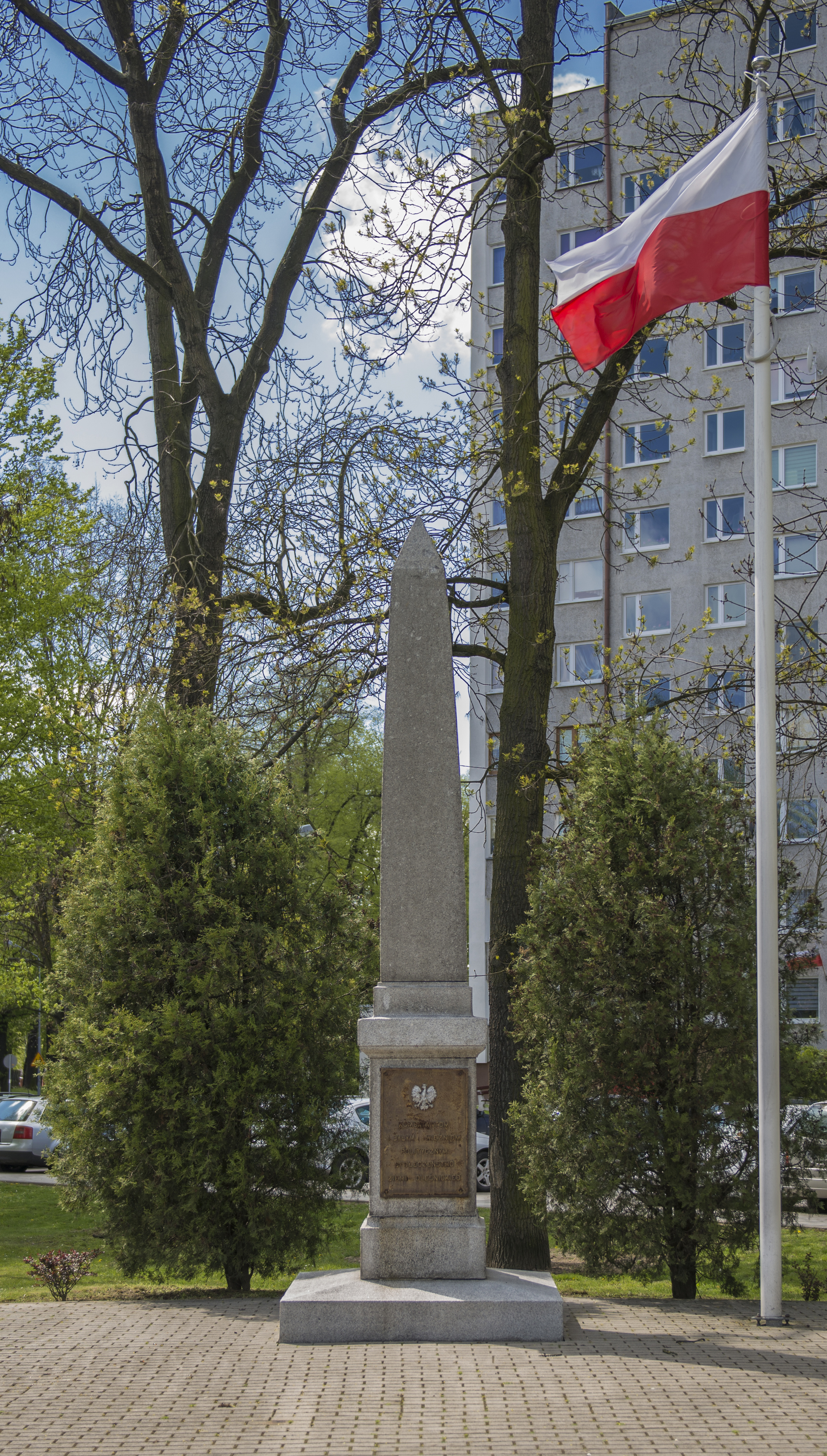
Đài tưởng niệm cựu chiến binh Ba Lan
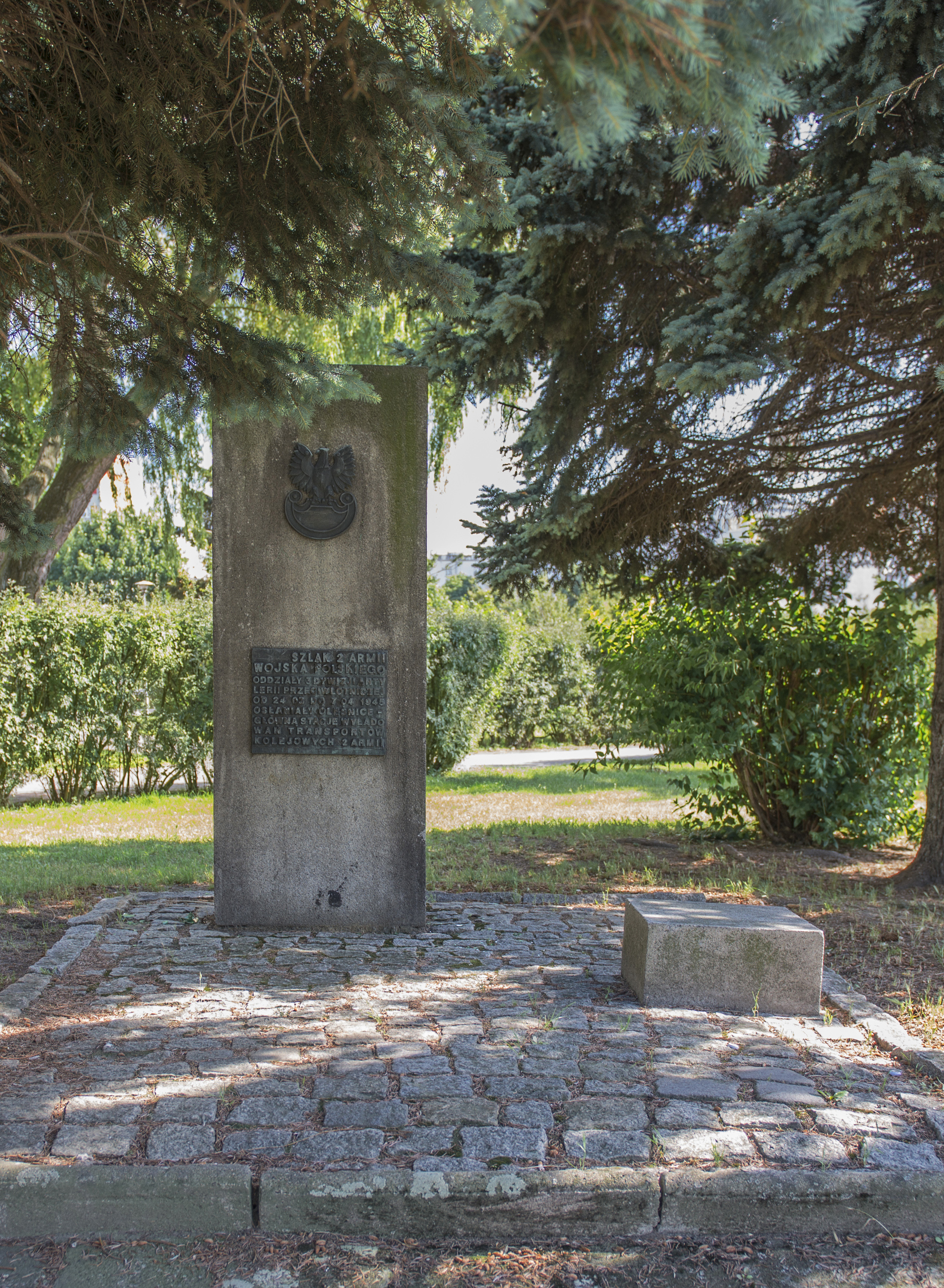
Đài tưởng niệm quân đội của Ba Lan thứ hai
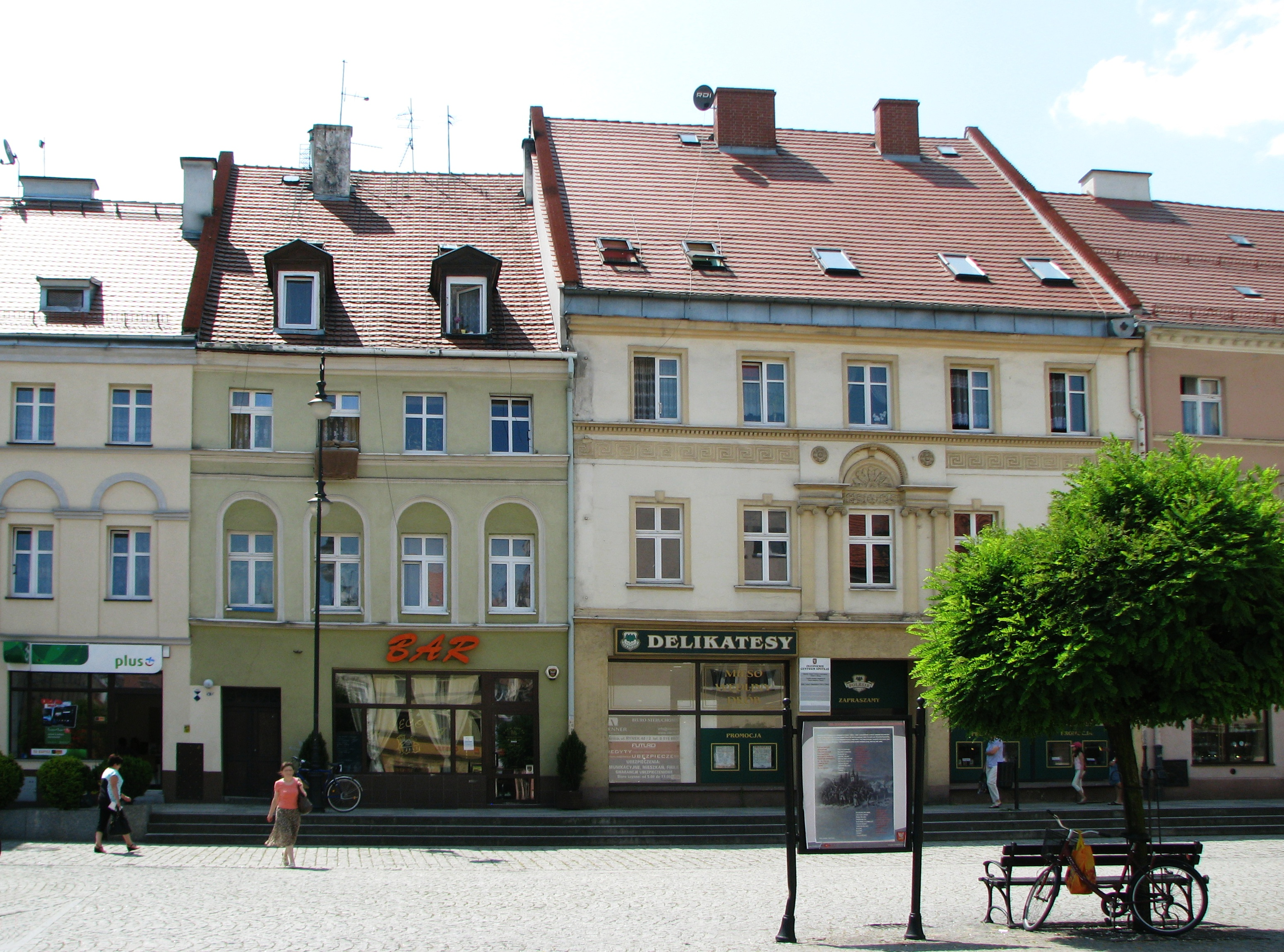
Nhà phố cũ tại Quảng trường Market
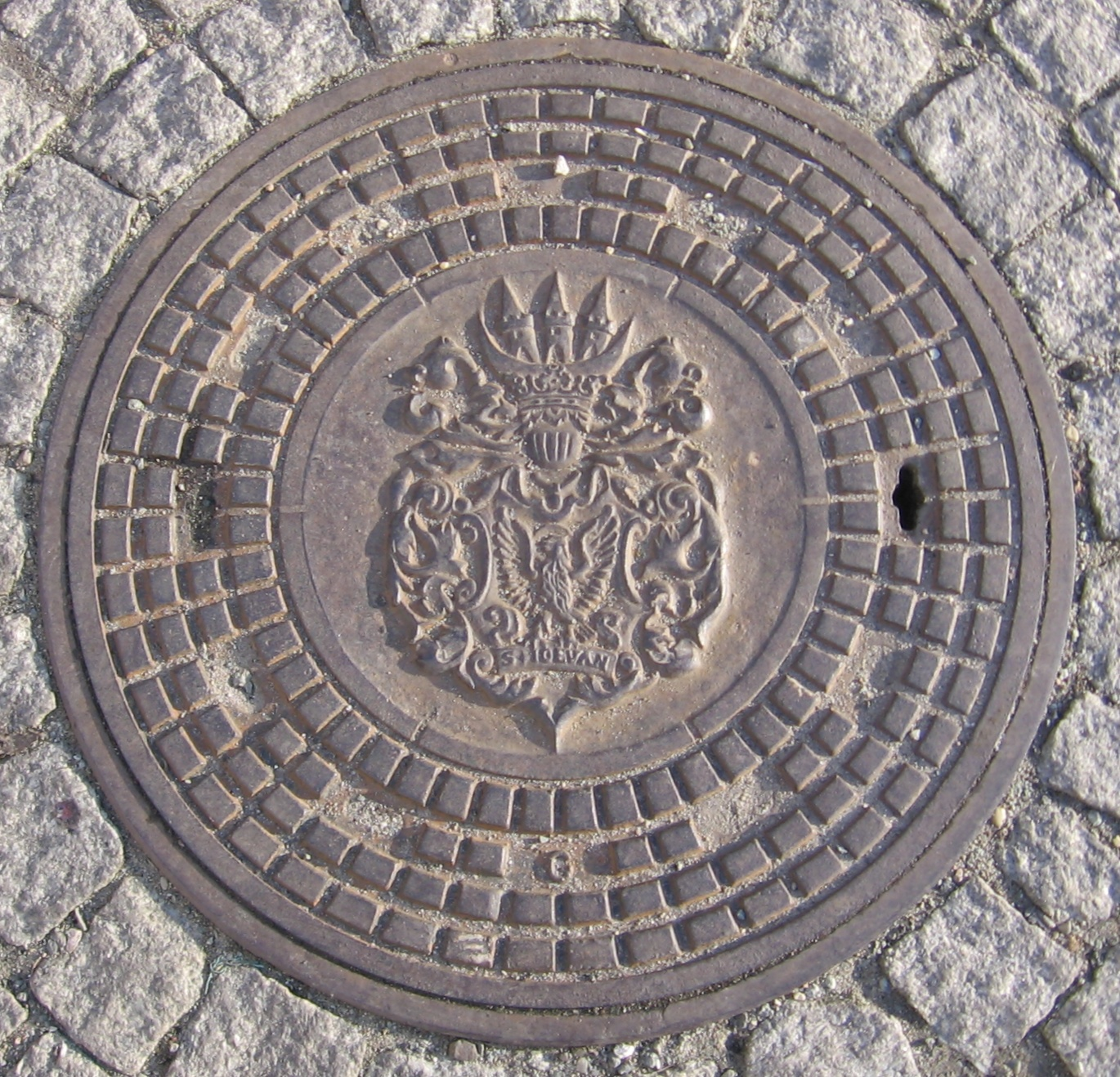
Nắp cống với biểu tượng của thị trấn Oleśnica

## Liên kết ngoại
- Municipal website
- Panorama Oleśnicka Lưu trữ ngày 2 tháng 7 năm 2019 tại Wayback Machine (tiếng Ba Lan)
- News from Oleśnica (tiếng Ba Lan)
- History of Oleśnica (tiếng Ba Lan)
- Old postcards from Oleśnica Lưu trữ ngày 18 tháng 1 năm 2021 tại Wayback Machine (tiếng Ba Lan)
- Jewish Community in Oleśnica on Virtual Shtetl
- Ads and News from Oleśnica Lưu trữ ngày 18 tháng 5 năm 2015 tại Wayback Machine (tiếng Ba Lan)